# 約翰森群島
約翰森群島（英語：Johansen Islands）是南極洲的群島，位於亞歷山大一世島西北端，處於沃斯托克角西北面22公里，在1940年由美國研究隊發現，現時由南極條約體系管理。